# Кас
Кас (Большой Кас) — река в Восточной Сибири, в Красноярском крае. Устье находится в 1817 км от устья Енисея по левому берегу.
Протекает по восточной окраине Западно-Сибирской равнины. Длина реки составляет 464 км. Площадь водосборного бассейна насчитывает 11 200 км². Среднегодовой расход воды в 197 км от устья — 53 м³/с.
Ранее входил в систему Обь-Енисейского водного пути вместе со своим левым притоком Малым Касом.

## Притоки
(указано расстояние от устья)
- 18 км: Лепчинская[4]
- 21 км: Касовская
- 34 км: Серчанка (Шерчанка)
- 57 км: без названия
- 64 км: без названия
- 71 км: без названия
- 91 км: Малые Сигачи
- 95 км: Большие Сигачи
- 104 км: Одиннадцатая
- 113 км: Белоярка
- 131 км: без названия
- 144 км: Чепкасовская
- 146 км: без названия
- 162 км: Килинская
- 179 км: Выдровка
- 182 км: без названия
- 197 км: Малый Кас
- 233 км: без названия
- 252 км: Якша (Малая Якша)
- 271 км: без названия
- 279 км: Мелкая
- 288 км: Малая Стелешная
- 297 км: Язевка
- 307 км: Лампакша
- 329 км: Черная
- 339 км: Сутягинская
- 363 км: без названия
- 401 км: Березовая

## Данные водного реестра
По данным государственного водного реестра России относится к Енисейскому бассейновому округу, водохозяйственный участок реки — Енисей от впадения р. Ангара до в/п с. Ярцево (1), речной подбассейн реки — Енисей между впадением Ангары и Подкаменной Тунгуски (4)..
Код объекта в государственном водном реестре — 17010400112116100028831.